# Oncidium cheirophorum
Oncidium cheirophorum é uma espécie de orquídeas do gênero Oncidium, da subfamília Epidendroideae, pertencente à familia das Orquidáceas.
 É nativa de Chiapas, no México até à Colombia.

## Sinónimos
- Oncidium dielsianum Kraenzl. (1922)
- Oncidium macrorhynchum Kraenzl. (1922)
- Oncidium cheirophorum var. exauriculatum Hamer & Garay (1974)
- Oncidium exauriculatum (Hamer & Garay) R. Jiménez (1992)